# The Curiosity Company
The Curiosity Company est la société de Matt Groening, ayant créé et réalisé différents dessins animés en séries télévisées et longs métrages à destination du cinéma.
Sur la série Futurama, le logiciel Toonz (maintenant libre et open source, sous le nom OpenToonz), du studio Ghibli a été utilisé pour la réalisation.

## Filmographie

### Séries télévisées d'animation
- Futurama (1999–2003 ; 2008–2013 ; 2023-présent)
- Les Simpson (The Simpsons) (2015–présent)
- Désenchantée (Disenchantment) (2018-présent)

### Longs métrages
- 1999 : Olive, the Other Reindeer
- 2007 : Les Simpson, le film (The Simpsons Movie)
- 2007 : La Grande Aventure de Bender (Futurama: Bender's Big Score)
- 2008 : Le Monstre au milliard de tentacules
- 2009 : Prenez garde au seigneur des robots !
- 2009 : Vous prendrez bien un dernier vert ?  (Futurama: Into the Wild Green Yonder)